# Geoff Willis
Geoffrey "Geoff" Willis (nacido el 23 de diciembre de 1959) fue el director técnico de Hispania Racing. También ha ocupado este puesto en la escudería Red Bull Racing en las temporadas comprendidas entre 2007 y 2009. 
Antes de trabajar para Honda, Willis estuvo empleado como jefe aerodinamicista por la escudería Williams, y también fue consultor en Leyton House a principios de los años 1990. Mientras estaba en Leyton House, Willis conoció a Adrian Newey y fue a través de esta asociación por lo que se introdujo en Williams, después de que Newey fuera reclutado por el equipo británico. Cuando Newey se cambió a la escudería rival McLaren en 1997, Willis fue ascendido, junto a Gavin Fisher, quienes ocuparon su puesto. A principios de los años 2000, el equipo de Frank Williams ganó varias carreras.
Willis se unió a British American Racing en 2001, que logró el subcampeonato de constructores en 2004 y fue comprado por Honda a finales de 2005. Su estatus en el equipo se volvió incierto el 22 de junio de 2006, a raíz del nombramiento de Shuhei Nakamoto como director técnico superior. A Willis le dijeron que dejara de acudir a las carreras para enfocarse en la aerodinámica, lo que resultó entrar en conflicto con el nombramiento Mariano Alperin-Bruvera para dirigir en grupo de aerodinamicistas en el nuevo túnel de viento a escala real. Finalmente, Willis dejó la escudería ese mismo año. 
El 17 de julio de 2007, Willis fue contratado por Red Bull Racing como director técnico, otra vez bajo la compañía de Newey. Abandonó la escudería Red Bull en julio de 2009 por motivos aún desconocidos.
Willis se unió al nuevo equipo Hispania Racing en marzo de 2010, dejando la escudería en septiembre de 2011. Pronto se incorporó a Mercedes GP como director de las especialidades de aerodinámica, dinámica de los coches, sistemas de control y funciones de simulación.